# Maxillariella vinosa
Maxillariella vinosa är en orkidéart som först beskrevs av Robert Allen Rolfe, och fick sitt nu gällande namn av Mario Alberto Blanco och Germán Carnevali. Maxillariella vinosa ingår i släktet Maxillariella och familjen orkidéer. Inga underarter finns listade i Catalogue of Life.